# Biosteres placidus
Biosteres placidus är en stekelart som först beskrevs av Alexander Henry Haliday 1837.  Biosteres placidus ingår i släktet Biosteres och familjen bracksteklar. Arten är reproducerande i Sverige. Inga underarter finns listade.